# Vislanda
Vislanda est une localité de Suède dans la commune d'Alvesta située dans le comté de Kronoberg.
Sa population était de 1 876 habitants en 2019.